# Rio Sacária
Sacaria ou Sacária (em turco: Sakarya; em grego: Σαγγάριος; romaniz.: Sangários; em latim: Sangarius) é um rio na Ásia Menor. É o terceiro maior rio da Turquia, situado na região histórica da Frígia. Sua nascente localiza-se no planalto de Bayat, a nordeste de Afyon. Se Junta ao riacho de Porsuk nas cercanias da cidade de Polatlı, e corta as planícies de Adapazarı antes de desaguar no mar Negro. Já foi cruzado pela ponte do Sangário, construída pelo imperador bizantino Justiniano (r. 527–565). Na Idade Média, seu vale foi o lar dos turcomanos que depois fundaram o Império Otomano.